# コースト・オブ・ユートピア
『コースト・オブ・ユートピア - ユートピアの岸へ』（コースト・オブ・ユートピア - ユートピアのきしへ、The Coast of Utopia）は、1833年から1866年までの革命以前のロシアにおける哲学的論争に焦点を当てたトム・ストッパードの演劇作品で、VOYAGE 「船出」、SHIPWRECK「難破」、SALVAGE「漂着」から成る三部作。2007年のトニー賞演劇作品賞を受賞した。作品名は、アヴラーム・ヤルモリンスキ (Avrahm Yarmolinsky) の著作『Road to Revolution: A Century of Russian Radicalism)』（1959年）の章題からとられている。
通して上演すると9時間に及ぶこの三部作は、2002年6月22日に「VOYAGE」が、ロンドンのロイヤル・ナショナル・シアターにあるオリヴィエ・オーディトリアム（シアター）で、トレヴァー・ナン (Trevor Nunn) の演出でレパートリー方式により初演された。SHIPWRECK の初演は7月8日、SALVAGE の初演は7月19日で、この公演は2002年11月23日まで続けられた。2006年には、ジャック・オブライエン (Jack O'Brien) の演出により、ニューヨークのリンカーン・センターにあるヴィヴィアン・ヴォーモント劇場 (Vivian Beaumont Theatre) でブロードウェイ初演が行なわれ、2007年5月13日の千秋楽までにのべ124回の上演が行なわれた。
この三部作はロシアでも、2007年10月にモスクワのロシア学術青年劇場で、アレクセイ・ボロディンの演出により上演された。
日本初演は東京のBunkamuraシアターコクーンで2009年9月12日に蜷川幸雄演出によって行なわれた。

## 上演史

### ロンドン初演
トレヴァー・ナンの演出による三部作の初演は、2002年6月22日にロンドンのオリヴィエ・シアターにおける VOYAGE の上演であり、これに SHIPWRECK と SALVAGE の上演が続いて、6か月に及んだ公演は2002年11月23日まで続けられた。
『ガーディアン』紙の劇評で、演劇評論家マイケル・ビリントン (Michael Billington) は、「オリヴィエ劇場のトム・ストッパード作「コースト・オブ・ユートピア」は、矛盾の束のような作品だ。3時間の劇3本から成り、英雄的なまでに意欲的で、荒々しい起伏がある。... しかし、これは絶対に見逃せない作品であり、その核心にはドラマの本質についての魅力的な教訓が含まれている」と述べた。さらにビリントンは、劇作家ストッパードについて、「思うに、そろそろストッパードを、その知的な技巧においてではなく、彼が最も得意としている、存在の神秘の探求、人間の心の苦悩、死を悟ることが命に悦びと強さを与えるという奇妙な事実、といったところにおいて、賞賛すべき時が来ているのだ」とも述べている。

### ブロードウェイ初演
三部作のブロードウェイ初演は、ジャック・オブライエンの演出により、ニューヨークのヴィヴィアン・ヴォーモント劇場で行なわれた。キャストには、ブライアン・F・オバーン (Brían F. O'Byrne)、リチャード・イーストン (Richard Easton)、ジェニファー・イーリー、ビリー・クラダップ、イーサン・ホーク、ジョシュ・ハミルトン (Josh Hamilton)、マーサ・プリンプトン、デイヴィッド・ハーバー (David Harbour)、ジェイソン・バトラー・ハーナー (Jason Butler Harner)、エイミー・アーヴィングらが参加していた。「このシーズン究極のスノッブなチケット」と評されたこの公演は、2006年11月から2007年5月まで、のべ124回の上演が行なわれた。
『ニューヨーク・タイムズ』紙の劇評で、ベン・ブラントレー (Ben Brantley) はこの上演を「大胆にして華麗」と評し、「私はこの作品が偉大な芸術作品だとは思わない。文字通りの意味では、ストッパード氏の最高級の作品だとも思わない（今後ブロードウェイでも上演されるであろう『Rock 'n' Roll』は最高級に入ると思う）。しかし、ジャック・オブライエンの演出により、スター揃いの職人チームによって演じられ、作り上げられている「ユートピア」は、偉大な演劇の職人芸の作品であり、ドラマのひとつひとつの語りの魅力を、甘美に見せつける。
この公演は、第61回トニー賞で10部門にノミネートされた上で7部門で受賞し、ひとつの作品に与えられたトニー賞の数の新記録を作った。

### 日本初演
広田敦郎翻訳、蜷川幸雄演出による東京での日本初演は、Bunkamuraシアターコクーンで2009年9月12日に行なわれ、上演は10月4日まで続けられたが、その中には、三部作を一日のうちに上演するマラソン上演を行なった10日間が含まれていた。キャストには、阿部寛、勝村政信、石丸幹二、池内博之、別所哲也、長谷川博己、紺野まひる、京野ことみ、美波、高橋真唯、佐藤江梨子、水野美紀、栗山千明、大森博史、松尾敏伸、大石継太、横田栄司、麻実れい、銀粉蝶、瑳川哲朗、とよた真帆、毬谷友子らが起用された。この日本公演では、9時間を越える通し上演も行なわれたが、蜷川にとっては、2000年の『グリークス』以来の大作の演出となった。

## 配役とキャスト
ロンドン、ニューヨーク、モスクワ、東京の公演それぞれにおける配役は次の表の通り。おもな俳優は三部作のそれぞれに複数の役柄を演じている。
| ロンドン、2002年              | ニューヨーク、2006年           | モスクワ、2007年         | 東京、2009年 | VOYAGE 配役                | SHIPWRECK 配役             | SALVAGE 配役                         |
| ----------------------------- | ------------------------------ | ------------------------ | ------------ | -------------------------- | -------------------------- | ------------------------------------ |
| スティーヴン・ディレイン (en) | ブライアン・F・オバーン        | イリヤ・イサエフ         | 阿部寛       | アレクサンドル・ゲルツェン | アレクサンドル・ゲルツェン | アレクサンドル・ゲルツェン           |
| イヴ・ベスト (en)             | イーサン・ホーク               | ネリー・ウヴァロワ       | 水野美紀     | リウボフ・バクーニン       | ナタリー・ヘルゼン         | マルヴィーダ・フォン・マイゼンブーク |
| ウィル・キーン (en)           | ビリー・クラダップ             | エフゲニー・レドコ       | 池内博之     | ヴィサリオン・ベリンスキ   | ヴィサリオン・ベリンスキー |                                      |
| ガイ・ヘンリー (en)           | ジェイソン・バトラー・ハーナー | アレクセイ・ミアスニコフ | 別所哲也     | イワン・ツルゲーネフ       | イワン・ツルゲーネフ       | イワン・ツルゲーネフ                 |
| ダグラス・ヘンシュオール (en) | イーサン・ホーク               | ステパン・モロゾフ       | 勝村政信     | ミハイル・バクーニン       | ミハイル・バクーニン       | ミハイル・バクーニン                 |
| ジョン・カーライル (en)       | リチャード・イーストン         | ヴィクトル・ツインバル   |              | アレクサンデル・バクーニン | レオンティ・イバイェフ     | スタニスラフ・ウォルセル             |
| シャーロッテ・エマーソン      | マーサ・プリンプトン           | ラミリャ・イスカンデル   |              | ヴァレンカ・バクーニン     | ナターシャ・トゥクコワ     | メアリ・サザーランド                 |

## 受賞
- 2007年 ドラマ・デスク演劇賞 (Drama Desk Award Outstanding Play
- 2007年 ニューヨーク演劇批評家協会賞 (New York Drama Critics' Circle Best Play
- 2007年 第61回トニー賞演劇部門作品賞（など7部門）
- 2007年 ドラマ・デスク演劇音楽賞 (Drama Desk Award for Outstanding Music in a Play - マーク・ベネット (Mark Bennett)